# Кольцехвостый варан
Кольцехвостый варан, или гребнехвостый варан, или австралийский колючехвостый варан (лат. Varanus acanthurus) — вид ящериц из семейства варанов.

## Описание

### Внешний вид
Максимальная длина тела с хвостом до 60 сантиметров. Тело тёмно-коричневое с жёлто-белым сетчатым рисунком. Голова коричневая, с жёлтыми и кремовыми пятнами. У многих особей есть продольные полосы на затылке. Хвост тёмно-коричневый с жёлтыми кольцами. Нижняя сторона тела светлая.

### Питание
Питается в основном насекомыми, мелкими пресмыкающимися и млекопитающими.

### Распространение и места обитания
Населяет аридные районы северной Австралии.
Держится участков скальных воходов и зарослей триодии (Triodia).

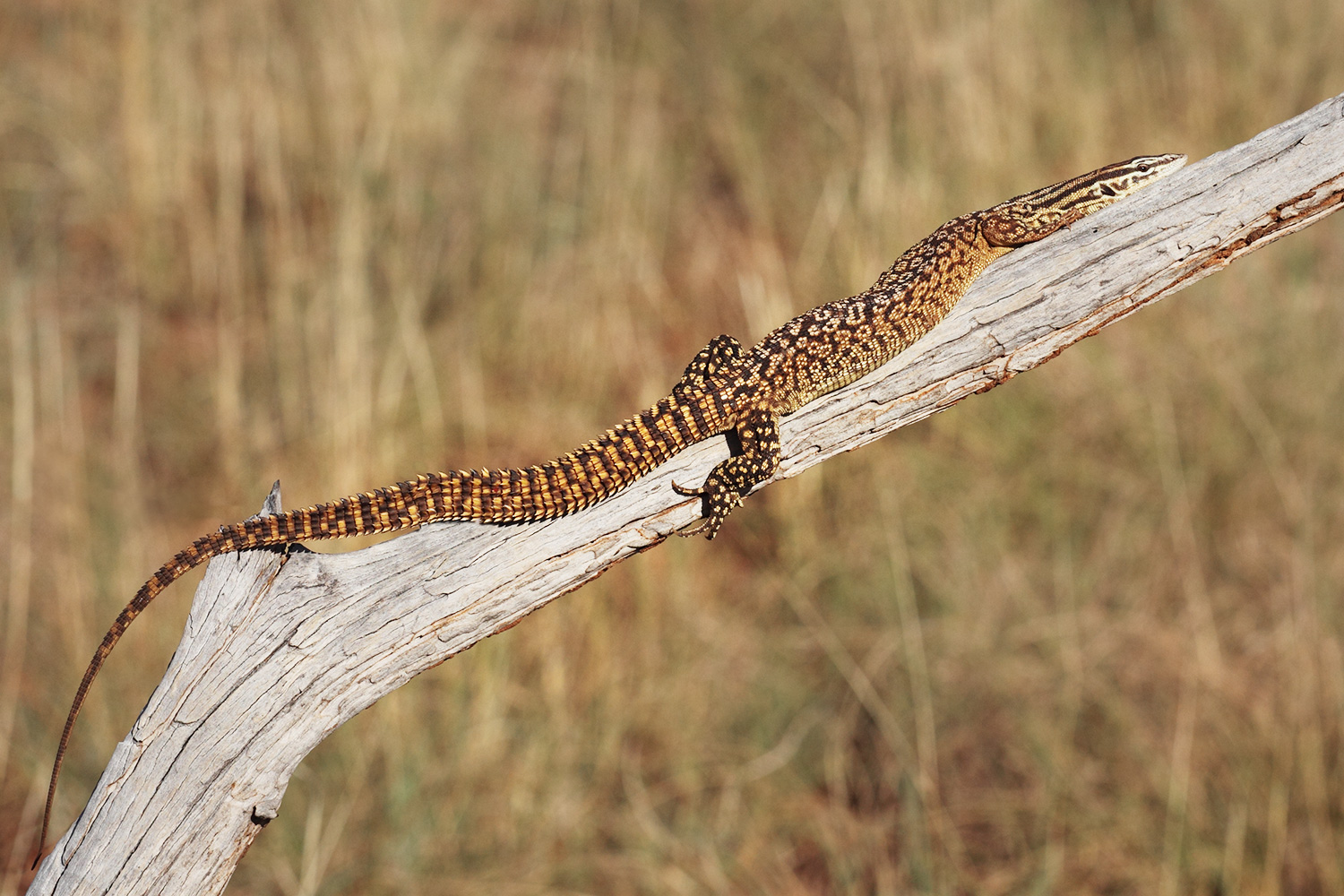

## Подвиды
- Varanus acanthurus acanthurus
- Varanus acanthurus brachyurus
- Varanus acanthurus insulanicus